# Мария Тереза Французская (1667—1672)
Мария Тереза Французская (2 января 1667, Сен-Жермен-ан-Ле — 1 марта 1672, Сен-Жермен-ан-Ле) — четвёртый ребёнок и третья дочь короля Франции Людовика XIV и Марии Терезии Испанской. Как дочь короля, она была дочерью Франции и была известна при дворе как Мадам Рояль (старшая дочь короля). Она умерла в возрасте пяти лет от туберкулёза.

## Жизнь
Мария Тереза родилась 2 января 1667 года в Сен-Жерменском дворце. Родители крестили её в Луврском дворце в 1668 году. Они обожали дочь, а её мать хотела, чтобы она стала королевой в её родной Испании.
Она была также известна как Маленькая Мадам, чтобы отличить её от жён её дяди Филиппа Орлеанского, которые были известны как «Первая Мадам» (Генриетта Стюарт) и «Вторая Мадам» (Елизавета Шарлотта Пфальцская). Маленькая Мария Тереза умерла от туберкулёза 1 марта 1672 года в Сен-Жерменском дворце и была похоронена в Королевской базилике Сен-Дени, недалеко от Парижа, Франция.

## Родословная

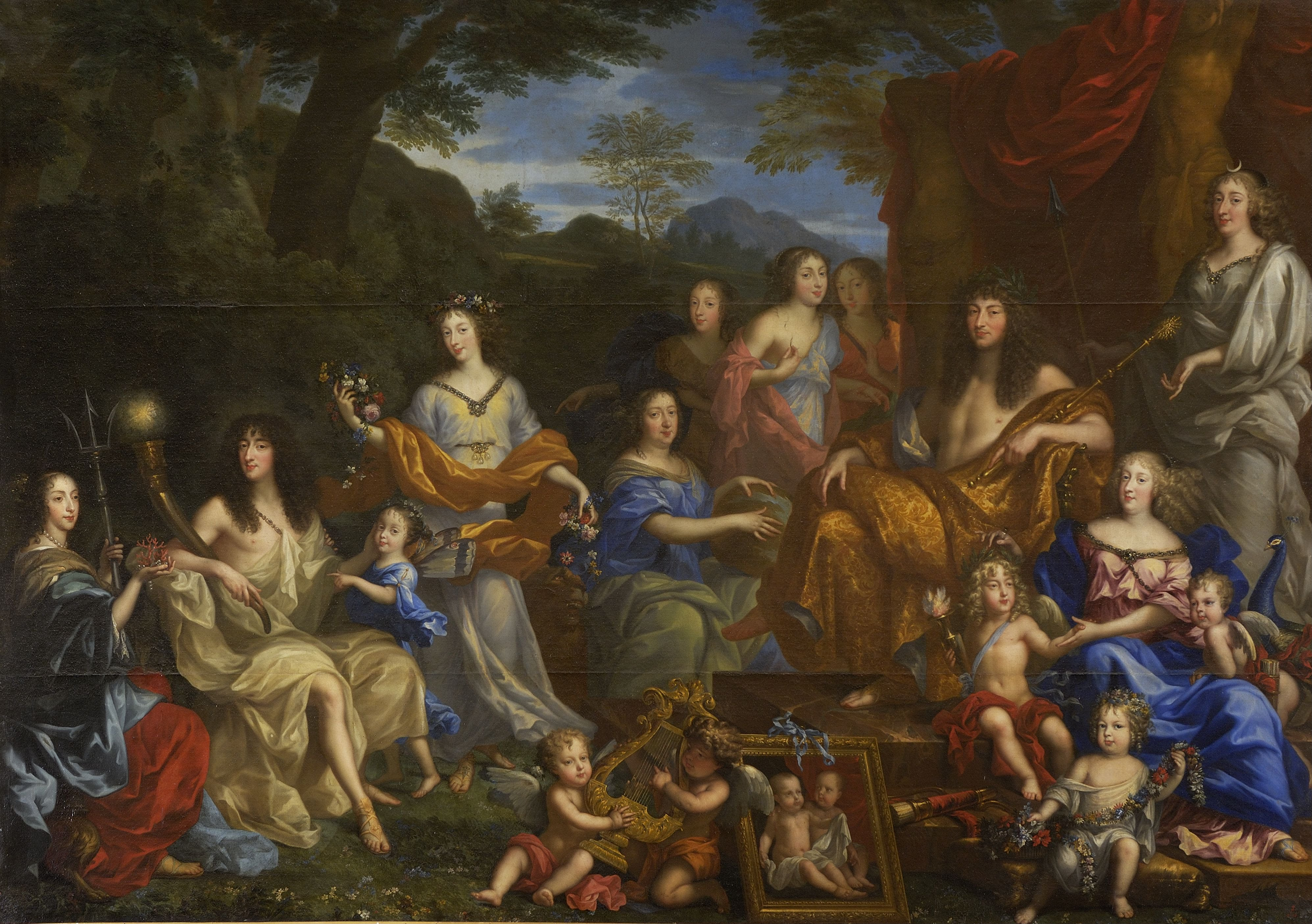
Семья короля Людовика XIV (Мария Тереза на первом плане справа)